# Akrapovič
Az Akrapovič egy kipufogórendszereket gyártó cég Szlovéniában. Igor Akrapovič exmotorversenyző alapította 1990-ben.
Akrapovič kezdetben hat alkalmazottal gyártott sportmotorokra profi kipufogórendszert. Eleinte csak magáncsapatoknak dolgozott, 1993-ban jött az áttörés. Ekkor a Kawasaki Deutschland kipróbálta Igor Akrapovič rendszerét saját Superbike-motorján – és kiderült, hogy az jobb, mint a gyári. A Kawa után a Yamahának, Suzukinak, Hondának, Ducatinak is tervezett superbike kipufogórendszereket a kis szlovén cég.
1997-ben a gyár megrendelt egy titáncső-formáló célgépet, ezzel a szerkentyűvel a vállalat sorozatban készíthette a könnyű, nagy teherbírású rendszereket, így a versenytechnológia gyártása már utcai motorokra is piacképessé vált. Ekkoriban még nem Akrapovičként, hanem Skorpionként készültek a csövek-dobok, az Akrapovič mint önálló márka 1999-től létezik.
1999-ben már minden japán Superbike-csapat Akrapovič kipufogót használt, és a Supersport 600 Világbajnokság csapatai is felfedezték őket. 2002-ben beszálltak a MotoGP-be is, mint az Aprilia és a Kawasaki hivatalos szállítója. A cég jelenleg 7000 négyzetméteren, 170 alkalmazottal készíti az „autóriasztó” kipufogórendszereket Szlovéniában.